# Clancy (álbum)
Clancy é o sétimo álbum de estúdio da banda americana Twenty One Pilots, lançado em 24 de maio de 2024, pela gravadora Fueled by Ramen e Elektra Records. O álbum visual encerra a narrativa conceitual iniciada no quarto álbum de estúdio da banda, Blurryface.
Escrito pelo vocalista Tyler Joseph e produzido por Paul Meany, Clancy foi anunciado em 29 de fevereiro de 2024, após semanas de especulação. Quatro singles precederam o lançamento do álbum: "Overcompensate", "Next Semester", "Backslide" e "The Craving". Clancy recebeu críticas positivas dos críticos.

## Antecedentes
No dia 15 de fevereiro de 2024, a banda atualizou as artes de capa de seus álbuns anteriores nas plataformas de streaming para que os olhos presentes nas capas fossem encobertos. Além disso, fãs relataram terem recebido correspondência contendo cartas supostamente enviadas pela Dema, uma cidade fictícia onde se passa a história da banda.
No dia 22 de fevereiro, a banda publicou um vídeo em que anunciavam que uma nova era estava por vir. Posteriormente, no dia 28, a banda publicou um teaser para um single, "Overcompensate", que foi lançado no dia seguinte. Junto do lançamento do single, foi feito o anúncio oficial do próximo álbum da banda, intitulado Clancy, com a data de lançamento originalmente prevista para o dia 17 de maio.
No dia 21 de março, a banda anunciou em suas redes sociais a faixa "Next Semester", que foi lançada como single acompanhada de um videoclipe no dia 27 de março. Com o lançamento da faixa, a banda anunciou uma turnê mundial de apoio ao álbum. A turnê está marcada para começar no dia 15 de agosto em Denver, Colorado, nos Estados Unidos, com um encerramento previsto em Londres, no dia 14 de maio de 2025.
No dia 23 de abril, o duo anunciou em suas mídias sociais que o lançamento do álbum seria adiado para o dia 24 de maio. De acordo com Tyler Joseph, a decisão foi tomada para que a banda pudesse produzir videoclipes para todas as faixas.
O single "Backslide" foi lançado no dia 25 de abril acompanhado por um videoclipe dirigido por Josh Dun, baterista da banda.
O single "The Craving (single version)" foi lançado em 22 de maio acompanhado por um videoclipe. A faixa, que recebeu sua estreia ao vivo no dia 9 de maio, foi o último single antes do lançamento do álbum.

## Lista de faixas
| N.º            | Título                          | Música                     | Duração |  |
| 1.             | "Overcompensate"                | Paul Meany, Tyler Joseph   | 3:56    |  |
| 2.             | "Next Semester"                 | Meany, Joseph              | 3:54    |  |
| 3.             | "Backslide"                     | Meany, Joseph              | 3:00    |  |
| 4.             | "Midwest Indigo"                | Meany, Joseph              | 3:16    |  |
| 5.             | "Routines In The Night"         | Jake Torrey, Meany, Joseph | 3:22    |  |
| 6.             | "Vignette"                      | Meany, Joseph              | 3:22    |  |
| 7.             | "The Craving (Jenna's version)" | Spencer Stewart, Joseph    | 2:54    |  |
| 8.             | "Lavish"                        | Meany, Joseph              | 2:38    |  |
| 9.             | "Navigating"                    | Meany, Joseph              | 3:43    |  |
| 10.            | "Snap Back"                     | Meany, Joseph              | 3:30    |  |
| 11.            | "Oldies Station"                | Joseph                     | 3:48    |  |
| 12.            | "At The Risk Of Feeling Dumb"   | Joseph                     | 3:23    |  |
| 13.            | "Paladin Strait"                | Meany, Joseph              | 6:28    |  |
| Duração total: | Duração total:                  | Duração total:             | 47:14   |  |